# Carlos Heredia Zubieta
Carlos Antonio Heredia Zubieta (Tampico, Tamaulipas, 1956) es un economista y académico mexicano con una larga experiencia en asuntos internacionales. Desde 2009 es profesor asociado de la División de Estudios Internacionales del Centro de Investigación y Docencia Económicas (CIDE) en la Ciudad de México.
Es Licenciado en Economía por el Instituto Tecnológico Autónomo de México (ITAM), Maestro en Economía por la Universidad McGill de Montreal, Canadá, y Doctor en Economía por la Universidad Nacional Autónoma de México (UNAM). Ha dictado cursos en el propio ITAM, en el Centro de Investigación y Docencia Económicas (CIDE), y en el Instituto Tecnológico y de Estudios Superiores de Monterrey (ITESM) Campus Tampico. Ha sido profesor invitado en American University (Washington DC), y en la Universidad de California en Los Ángeles (UCLA).
Del 1 de septiembre de 2010 al 15 de abril de 2013 fue Director de la División de Estudios Internacionales (DEI) del CIDE. El 2 de marzo de 2020 fue designado secretario de vinculación del Cent5ro de Investigación y Docencia Económicas A.C., cargo que concluyó el 31 de diciembre de 2021.
Carlos Heredia Zubieta fue Diputado Federal (PRD) en la LVII Legislatura al Congreso de la Unión de 1997 a 2000.
Fue Director General de Servicios Metropolitanos, SA de CV en el Gobierno del Distrito Federal de 2000 a 2002.
De 2003 a 2008 se desempeñó como Asesor para Asuntos Económicos e Internacionales del Gobernador Lázaro Cárdenas Batel en el estado de Michoacán.
A lo largo de tres décadas ha participado activamente en organismos civiles de México, Estados Unidos y Canadá. Fue miembro de la organización no gubernamental mexicana Equipo PUEBLO, AC, y actualmente forma parte del Consejo Directivo de Iniciativa Ciudadana para la Promoción de la Cultura del Diálogo, AC.
Fue el vocero para asuntos económicos e internacionales de la campaña presidencial del Ingeniero Cuauhtémoc Cárdenas Solórzano en el año 2000; a partir de entonces es colaborador de la Fundación para la Democracia, Alternativa y Debate, AC.
Ha realizado una amplia carrera en el ámbito internacional. Fue asesor de la Agencia Canadiense para el Desarrollo Internacional (ACDI) en diversos proyectos de reconstrucción y rehabilitación tras el terremoto de 1985 en la Ciudad de México. Se desempeñó como economista en la Secretaría de Hacienda y Crédito Público entre 1982-1984 y 1986-1988.
En los años 1993-1994 fue investigador asociado en The Development Group for Alternative Policies (DGAP) en Washington, DC. Posteriormente fue miembro del Grupo de Trabajo no gubernamental sobre el Banco Mundial. Es fundador, fue vicepresidente y actualmente es asociado del Consejo Mexicano de Asuntos Internacionales (Comexi). Formó parte del Grupo de Trabajo Independiente sobre la construcción de una Comunidad de América del Norte (2005), auspiciado por el Council on Foreign Relations. Desde 2007 pertenece al Comité Internacional de la Cumbre de Migrantes de América Latina y el Caribe. A partir de 2012 forma parte del Consejo Consultivo del Instituto de México en el Centro Woodrow Wilson en la capital estadounidense que lo nombró Global Fellow no residente en septiembre 2020.
Es miembro del consejo directivo de Oxfam México desde 2020. Fue integrante de la asamblea consultiva del Consejo Nacional para Prevenir la Discriminación (CONAPRED) de 2017 a 2022. Asimismo, fue miembro del consejo directivo de la Comisión México-Estados Unidos para el Intercambio Educativo y Cultural de 2019 a 2022 y, en 2019, fue miembro permanente del Consejo Consultivo de Política Migratoria de la Secretaria de Gobernación.
Es uno de los 17 mexicanos que ante la crisis global desatada en 2008 plantearon desde la UNAM la propuesta “México frente a la crisis: hacia un nuevo curso de desarrollo”.
Es autor de más de 80 artículos en libros y revistas especializadas sobre economía, banca multilateral, política exterior, relaciones internacionales de los gobiernos subnacionales, cooperación internacional, diplomacia ciudadana, desarrollo territorial, migración, integración de América del Norte y relaciones México-China. Publica un artículo catorcenal en El Universal y es comentarista frecuente en diversos medios de comunicación de México y Estados Unidos.

## Publicaciones
Algunas de sus publicaciones son:

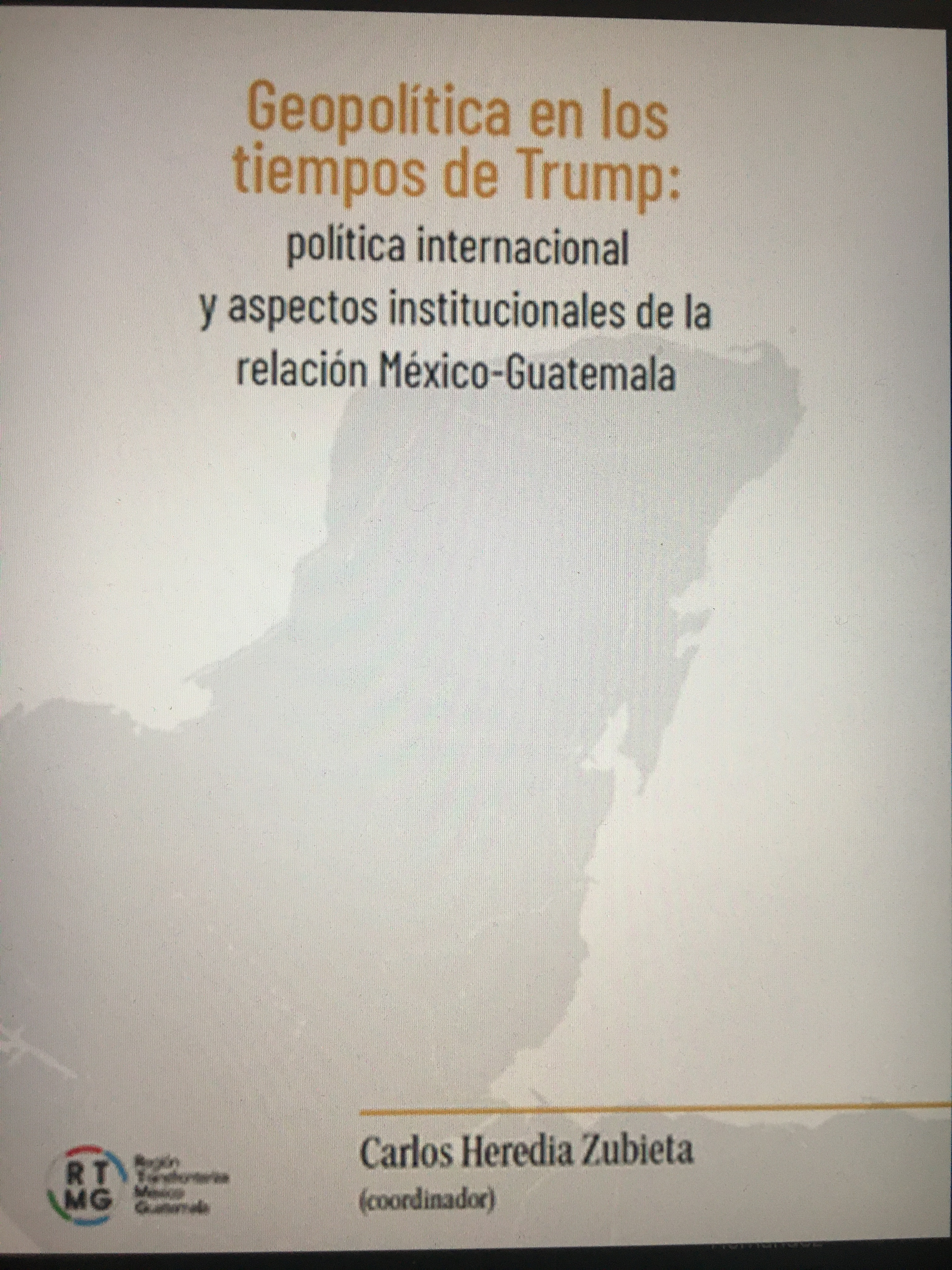
Geopolítica en los tiempos de Trump: política internacional y aspectos institucionales de la relación México‑Guatemala, Carlos Heredia Zubieta (coord.) Región Transfronteriza México - Guatemala, 2020.

*Geopolitical Landscapes of Donald Trump. International Politics and Institutional Characteristics of Mexico-Guatemala Relations, Carlos Heredia Zubieta (editor). Nueva York: Routledge, 2023.

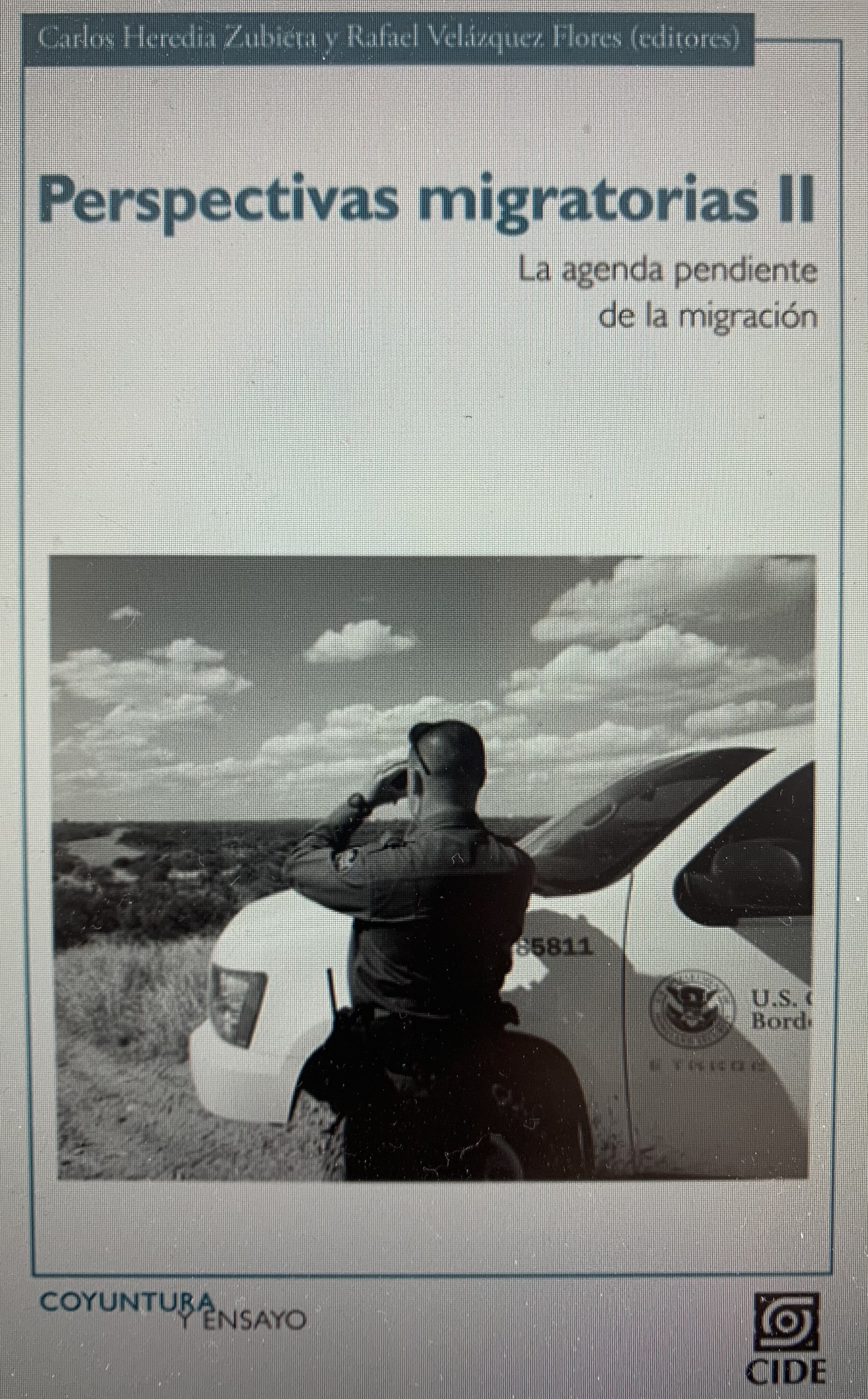
Perspectivas migratorias II: la agenda pendiente de la migración 2012, Carlos Heredia Zubieta y Rafael Velázquez Flores (eds.) Centro de Investigación y Docencia Económicas, 2012.

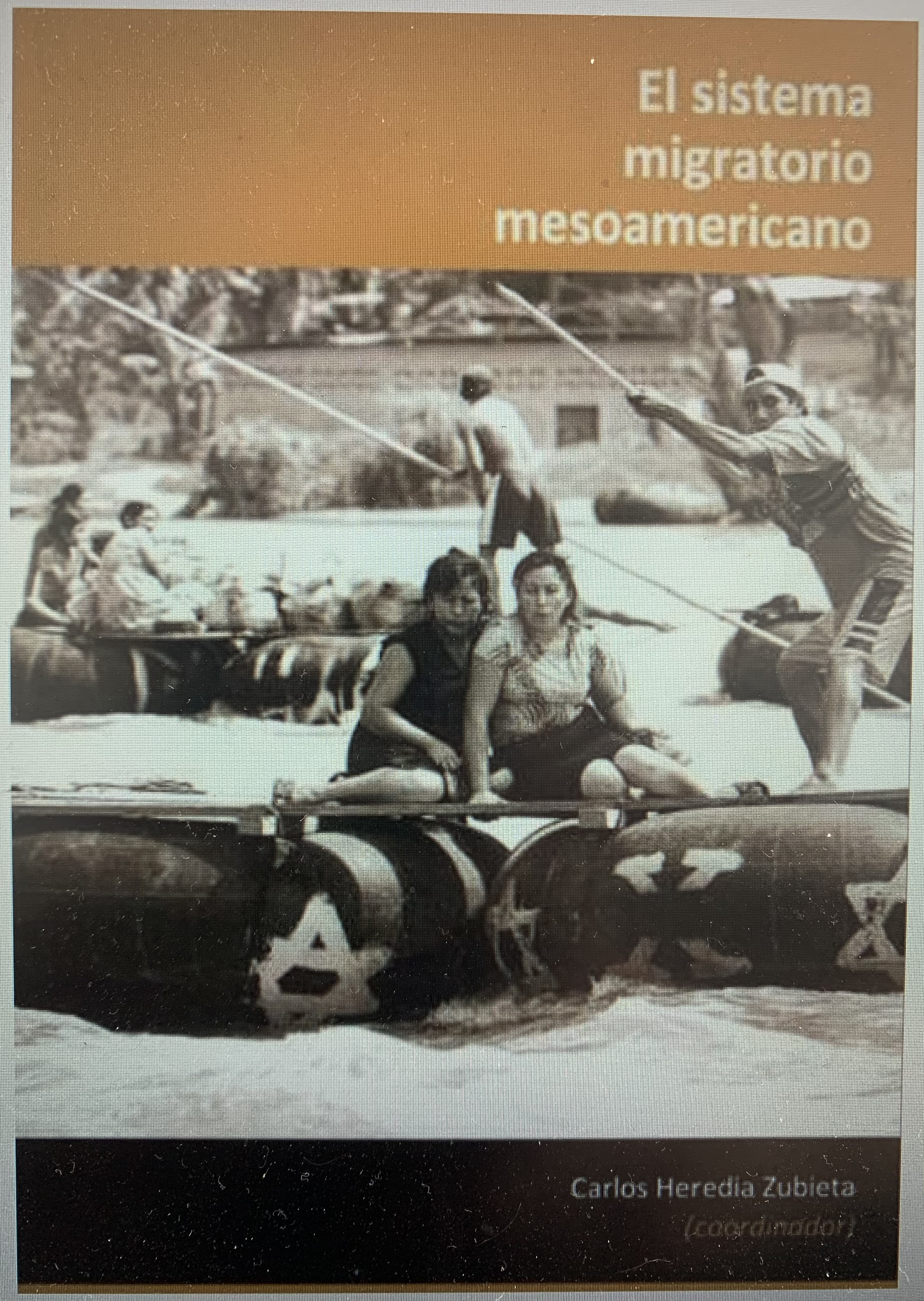
El sistema migratorio mesoamericano coordinado por Carlos Heredia Zubieta y publicado por El Colegio de la Frontera Norte y el Centro de Investigación y Docencia Económicas en 2016.

La flecha al aire: Homenaje a Javier Beristain. Ensayos sobre economía, desarrollo e innovación educativa, Carlos Heredia Zubieta, Eduardo Pérez y Carlos L. Sales (eds.) Instituto Tecnológico Autónomo de México, 2010.

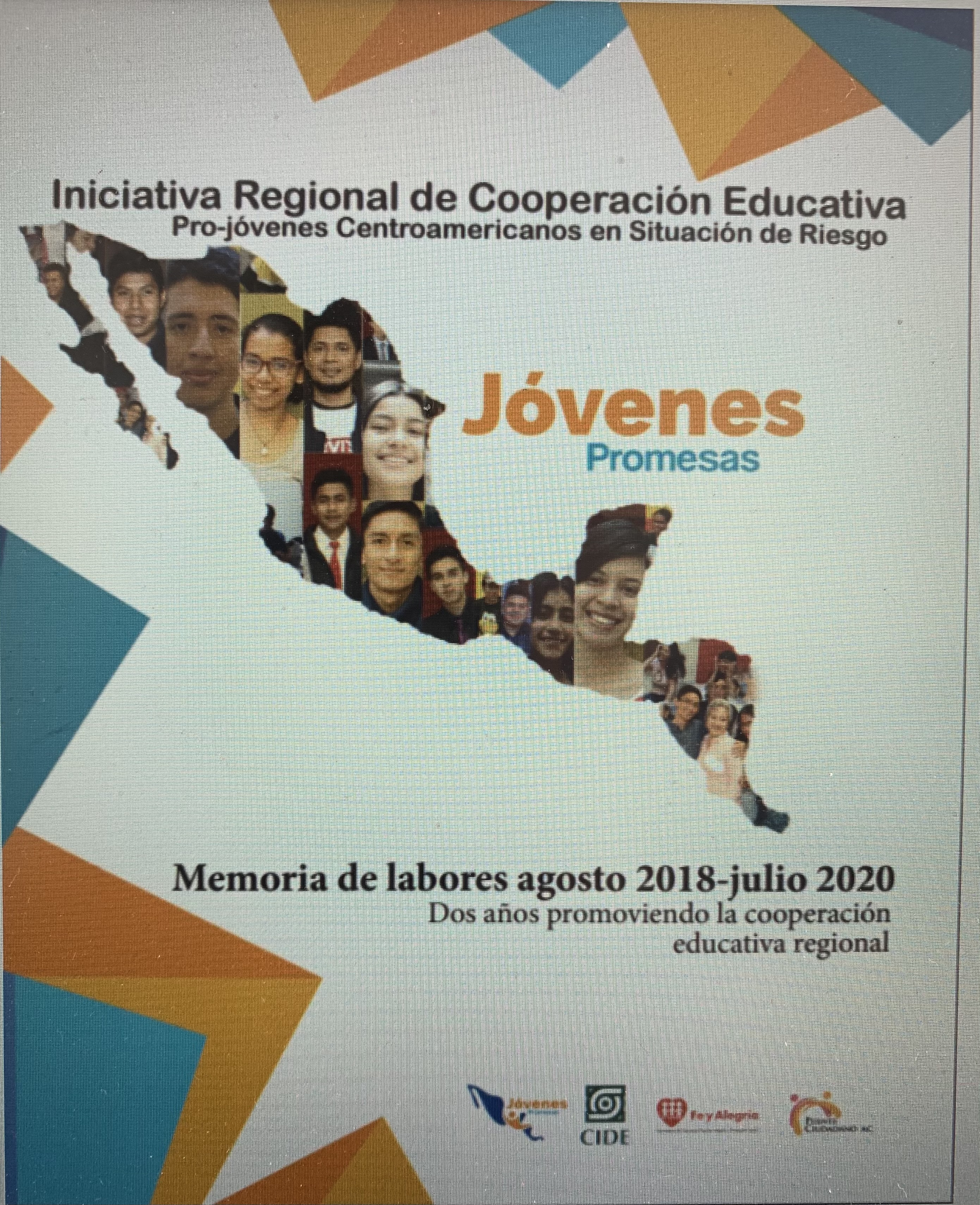
Iniciativa Regional de Cooperación Educativa Pro-jóvenes Centroamericanos en Situación de Riesgo ‘Jóvenes Promesas’, Centro de Investigación y Docencia Económicas, Puente Ciudadano A.C. e Iniciativa Jóvenes Promesas, 2020.

- "El papel de los latinos en el sistema político estadounidense" en Chacón, Susana y Carlos Heredia Zubieta (coord.), Estados Unidos. Política interna y tendencias globales. México: FCE y CIDE, 2017.
- “Lessons from the Development of Binational and Civil Society Cooperation on Water Management at the U.S.- Mexico Border” (con Carlos de la Parra), en Wilson, Christopher (ed.), The Anatomy of a Relationship: a Collection of Essays on the Evolution of U.S. – Mexico Cooperation on Border Management. Washington, DC: Wilson Center Institute, 2016.
- “Capítulo 11. Estados Unidos, México y el Triángulo Norte Centroamericano: ¿de la migración forzada a la movilidad laboral concertada?”, en Heredia Zubieta, Carlos (coord.), El sistema migratorio mesoamericano. México: CIDE, El Colegio de la Frontera Norte, 2016.
- “Perfil de país: México”, en Fabregues, Francesc y Oriol Farrés (coords.), Anuario Internacional CIDOB 2014. Claves para interpretar la Política Exterior y las Relaciones Internacionales en 2013. Perfil de país: México. Barcelona: CIDOB Edicions, 2014.
- “Mercados laborales precarizados: el trabajo migrante mexicano y centroamericano en la economía estadounidense”, en Maira, Luis y Gustavo Vega (eds.), El segundo mandato de Obama. Una mirada a la dinámica interna de la sociedad estadounidense. México: CIDE, 2013.
- “Más allá del TLCAN”, en González González, Guadalupe y Olga Pellicer (coords.), La política exterior de México: metas y obstáculos. México: Siglo XXI Editores, 2013.
- “Movilidad humana e integración de mercados laborales entre México y Estados Unidos”, en Heredia Zubieta, Carlos y Rafael Velázquez Flores (eds.), Perspectivas migratorias II. La agenda pendiente de la migración. México: CIDE, 2012.
- “The Canada - Mexico Relationship in a Latin American and Transpacific Configuration”, en Bugailiskis, Alex y Andrés Rozental (eds.) Canada Among Nations 20II - 20I2. Canada and Mexico's Unfinished Agenda. Montreal: McGill-Queen's University Press, 2012.
- “Las relaciones internacionales de las entidades federativas mexicanas con las provincias chinas” (con Alexis Rivera y Jing Wang), en Dussel Peters, Enrique (coord.), Cuarenta años de la relación entre México y China: acuerdos, desencuentros y futuro. México: Facultad de Economía y Centro de Estudios China-México – UNAM, LXI Legislatura, Senado de la República, China Institutes of Contemporary lnternational Relations, 2012.
- “Mexico and the United States: the Search for a Strategic Vision” (con Andrés Rozental), en Lowenthal, Abraham, Theodore J. Piccone y Laurence Whitehead, Shifting the Balance: Obama and the Americas, Brookings Institution Press, Washington, DC, 2011.
- “Mexicanos en el exterior: la construcción del sujeto social migrante”, en Mexicanos en el exterior: trayectoria y perspectivas 1990-2010, Instituto Matías Romero, Cuadernos de Política Internacional CPI Nueva época, número 18, Secretaría de Relaciones Exteriores, México DF, 2010.
- “Las relaciones internacionales de los gobiernos subnacionales: el caso del Estado de Michoacán en México”, Foreign Affairs Latinoamérica, Volumen 9, número 1, enero-marzo, ITAM, México, DF, 2009.